# General Cepeda (kommun)
General Cepeda är en kommun i Mexiko.   Den ligger i delstaten Coahuila, i den centrala delen av landet, 700 km norr om huvudstaden Mexico City. Antalet invånare är 11 284. Arean är 3 517 kvadratkilometer.
Terrängen i General Cepeda är bergig söderut, men norrut är den kuperad.
Följande samhällen finns i General Cepeda:
- General Cepeda
- Guelatao
- Porvenir de Tacubaya
- Marte
- Independencia
- La Luz y Colón